# Спортска дворана Борик
Спортска дворана Борик је вишенаменска спортска дворана у насељу Борик, Бања Лука, РС, БиХ. Налази се на адреси Алеја Светог Саве 48. Капацитет дворане је око 4.000 места. Тренутно је домаћи терен за КК Борац и РК Борац, као и за многе друге спортске клубове из Бање Луке. Поред спортских догађаја у дворани се одржавају и музички концерти, сајмови и друге културне манифестације.
Дворана Борик је званично отворена 20. априла 1974. у 18 сати и 30 минута рукометном утакмицом између Борца и Витекса из Високог, коју је Борац добио резултатом 29:25, а први погодак у новој спортској дворани је постигао играч Витекса Фикрет Хурем.
Поводом 20. година од оснивања Републике Српске и Дана Републике Српске, у дворани је 9. јануара 2012. одржана свечана академија на којој су присуствовали многи званичници.

## Галерија слика
- сјеверна трибина
- западна трибина
- источна трибина
- кровна конструкцја